# Stellplatz
Ein Stellplatz (auch: Einstellplatz) ist eine Fläche zum Abstellen eines Fahrzeuges außerhalb der öffentlichen Verkehrsflächen.

## Begriffsabgrenzung
Vollständig mit Wänden und Dach umschlossene und verschließbare Stellplätze werden als Garage bezeichnet. Überdachte Stellplätze für Autos nennt man auch Carport.
Anhäufungen von Stellplätzen werden als Stellplatzanlage bezeichnet.
Während sich Stellplätze immer auf Privatgrundstücken befinden, werden Flächen zum Abstellen eines Kraftfahrzeuges auf öffentlichen Verkehrsflächen als Parkplatz, Parkhaus, Parkdeck oder Tiefgarage, Parkstand, Parkbox, Parkbucht oder Parkstreifen bezeichnet.
Fahrradabstellanlagen können sowohl als Stellplatz (nicht-öffentlich), als auch als Parkplatz (öffentlich) ausgeführt werden.

## Stellplatzpflicht
Bei der Bebauung eines Grundstücks muss in der Regel in Deutschland und Österreich je nach geplanter Nutzung eine bestimmte Mindestanzahl an Stellplätzen auf dem Grundstück oder in unmittelbarer Nähe nachgewiesen werden. Diese Stellplätze werden als notwendige Stellplätze bezeichnet. Die Zahl der notwendigen Stellplätze ergibt sich aus den Bauordnungen der Bundesländer oder aus den Stellplatzverordnungen oder Stellplatzsatzungen der Gemeinden.
Notwendige Stellplätze auf privatem Grund müssen z. B. in NRW zwingend befestigt und (gemäß Sonderbauverordnung §122) einzeln dauerhaft gekennzeichnet sein. Die verkehrliche Erschließung muss gesichert sein.

## Größe eines Stellplatzes
Stellplätze sind in der Regel zwischen 2,0 m (normaler Pkw-Stellplatz in Längsaufstellung) und 3,5 m (Stellplatz für Menschen mit Behinderung) breit. Je nach Anordnung des Stellplatzes kann die erforderliche Länge zwischen 5 m (senkrecht zur Straße) und 6,7 m (parallel zur Straße, beim vorwärts Einparken) betragen. Die deutschen Bundesländer haben Details hierzu in ihren Garagenverordnungen oder Sonderbauverordnungen erlassen. Die baurechtlichen Mindestgröße der Stellplätze entspricht derzeit (2015) nicht mehr der gängigen PKW-Größe. Das gängige Regelwerk für den Entwurf von Parkständen sind die EAR.
Neu:
Geltende Gesetze und Verordnungen (SGV. NRW.)  mit Stand vom 4. März 2017
s. §125
Einstellplätze und Fahrgassen
Für Fahrräder hängt die Stellplatzgröße von der Ausführung der Anlage ab.

## Besondere Stellplätze für Wohnmobile und dergleichen
Für Wohnmobile, Reisemobile und Wohnwagengespanne gibt es spezielle Reisemobil-Stellplätze. Solche Stellplätze werden z. B. in Gebieten von besonderem touristischen Interesse vorgehalten. Sie werden von Kommunen oder auch von privater Hand betrieben.
Das Angebot dieser Stellplätze reicht von reinen, entsprechend gekennzeichneten Parkflächen über Zusatzangebote wie die Versorgung mit Wasser und Elektrizität sowie Entsorgungsmöglichkeiten bis hin zu Angeboten, die einem Campingplatz ähneln.